# Priscoidella
Priscoidella es un género de foraminífero bentónico de la subfamilia Aljutovellinae, de la familia Aljutovellidae, de la superfamilia Ozawainelloidea, del suborden Fusulinina y del orden Fusulinida. Su especie tipo es Profusulinella priscoidea. Su rango cronoestratigráfico abarca el Moscoviense inferior (Carbonífero superior).

## Discusión
Clasificaciones previas hubiesen clasificado Priscoidella la subfamilia Fusulinellinae, de la familia Fusulinidae, de la superfamilia Fusulinoidea. Clasificaciones más recientes incluyen Priscoidella en la subfamilia Profusulinellinae, de la familia Profusulinellidae, y en la subclase Fusulinana de la clase Fusulinata. Ha sido considerado un sinónimo posterior de Profusulinella.

## Clasificación
Priscoidella incluye a las siguientes especies:
- Priscoidella complicata †
- Priscoidella znensis †
- Priscoidella postaljutovica †
- Priscoidella succincta †
- Priscoidella devexa †
- Priscoidella pojarkovia †
- Priscoidella priscoidea †
- Priscoidella iranica †
- Priscoidella darvasica †